# Membrana de Bowman
La membrana de Bowman (capa de Bowman, làmina elàstica anterior) és una membrana llisa, acel·lular, no regeneradora, situada entre l'epiteli superficial i l'estroma a la còrnia de l'ull. Es compon de col·lagen fibril·les fortes i orientades aleatòriament en les quals la superfície anterior llisa s'afronta a la membrana basal epitelial i la superfície posterior es fusiona amb les làmines de col·lagen de l'estroma corneal pròpiament dit.
En humans adults, la membrana de Bowman té un gruix de 8-12 μm. Amb l'envelliment, aquesta membrana es fa més fina.
La funció de la membrana de Bowman encara no està clara i sembla que no té cap funció crítica en la fisiologia de la còrnia. Recentment, s'ha postulat que la membrana pot actuar com una barrera física per protegir el plexe nerviós subepitelial i, per tant, accelera la innervació epitelial i recuperació sensorial. A més, també pot servir com a barrera que impedeix el contacte traumàtic directe amb l'estroma corneal i, per tant, està molt implicat en la cicatrització de ferides estromals i la restauració associada de la transparència corneal anterior a nivell morfològic.
Part de la membrana de Bowman s'ablaciona mitjançant en la cirurgia refractiva de la queratectomia fotorefractiva. Com que la membrana no és regenera, la secció de la membrana retirada en el procediment es perd per sempre.